# Ferabràs

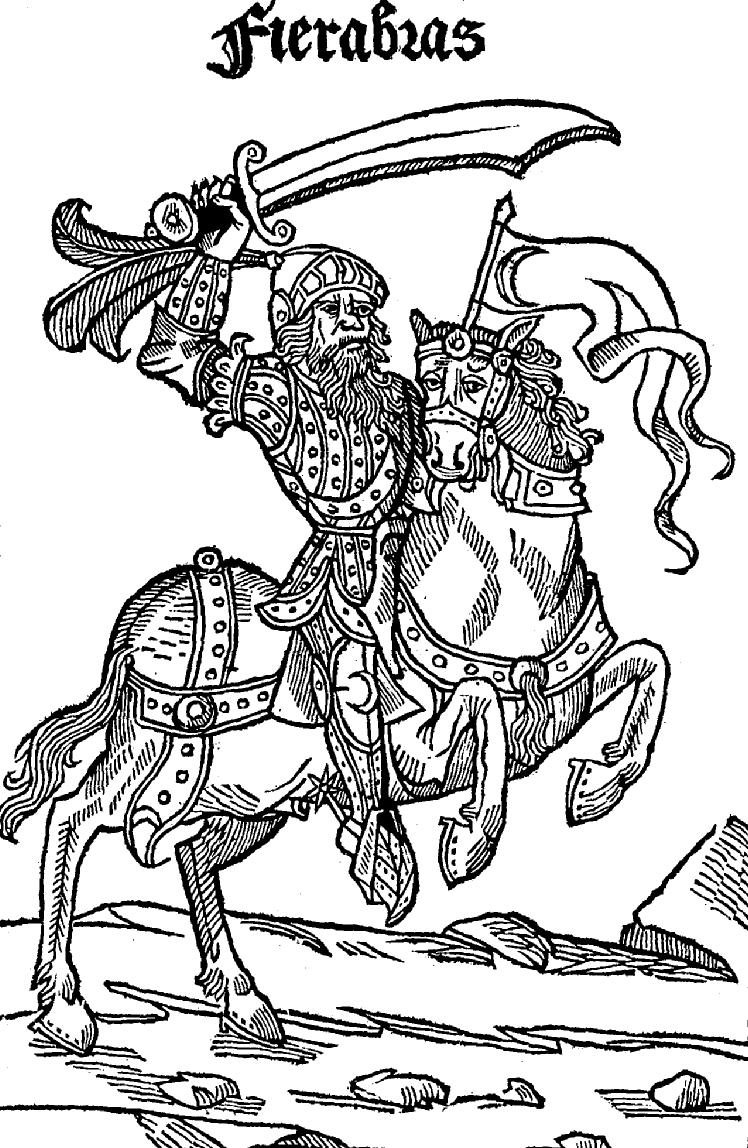
Representació de Ferabràs a una edició de finals del segle XV

Ferabràs (forma occitana; en francès és Fierabras) és una cançó de gesta —hi ha debat sobre si és occitana o francesa originàriament— de temàtica èpica carolíngia. La documentació indica que va ser escrita entre 1230 i 1240 en occità i que consta d'uns cinc mil versos. Per altra part, les versions franceses (llengua d'oïl) documentades són anteriors (cap al 1170) i alguna d'estes arriba a tindre més de sis mil versos.
Consta de narracions de batalles i enmig la història d'una sarraïna que es fa cristiana per amor. Carlemany ataca Espanya per a recuperar les relíquies de la Passió, en mans de l'emir Balan, el fill del qual, Ferabràs, és un heroi virtuós. Vençut per Olivier en un combat, és il·luminat per l'Esperit Sant i es converteix al cristianisme. Atacat pels sarraïns, és tancat pel seu pare a una torre. Però la seva germana Floripar, enamorada de Guiu de Borgonya, ajuda Rotllà i Carlemany a vèncer Balan, qui morirà en negar-se a convertir-se al cristianisme. Es tracta d'una exaltació dels cristianisme com a virtut fantàstica més que com a fe.
El bàlsam de Ferabràs era un poció màgica que va trobar el cavaller en les seves aventures i que funcionava com a guaridor universal. La seva fama es va perllongar més enllà de les històries carolíngies i apareix com un motiu al Quixot.

## En la cultura popular
A alguns pobles valencians es pronuncia com Ferrabràs i s'utilitza com a malnom afectuós o com a nom per a designar a xiquets entremaliats.